# Colin Campbell (6e comte d'Argyll)
Pour les articles homonymes, voir Colin Campbell et Campbell.
Colin Campbell (vers 1541/1546 – octobre 1584), 6e comte d'Argyll, est un aristocrate et homme politique écossais. Il fut nommé Lord chancelier d'Écosse.
Il est le fils aîné d'Archibald Campbell, 4e comte d'Argyll, et de sa troisième épouse Margaret Graham. Il est également un jeune demi-frère, du côté paternel, d'Archibald Campbell, 5e comte d'Argyll. Ses grands-parents maternels sont William Graham, troisième comte de Menteith et Margaret Moubray.
Colin épouse en premières noces Joan Stewart, fille d'Henry Stewart, 1er Lord Methven et de sa seconde femme Janet Stewart. Ses grands-parents paternels sont John Stewart, 2e comte d'Atholl et Lady Janet Campbell.
Il se marie en secondes noces avec Lady Agnès Keith, fille de William Keith, quatrième comte de Marischal et de son épouse Margaret Keith et petite-fille, du côté maternel, de Sir William Keith. Ils ont eu quatre enfants :
- Archibald Campbell, septième comte d'Argyll (vers 1575 - 1638).
- Jane Campbell, mariée à Donald Campbell.
- Sir Colin Campbell de Lundie († vers 1650).
- Anne Campbell